# Anarsia eleagnella
Anarsia eleagnella is een vlinder uit de familie tastermotten (Gelechiidae). De wetenschappelijke naam is voor het eerst geldig gepubliceerd in 1957 door Kuznetsov.
De soort komt voor in Europa.